# Protochelifer cavernarum
Protochelifer cavernarum är en spindeldjursart som beskrevs av Beier 1967. Protochelifer cavernarum ingår i släktet Protochelifer och familjen tvåögonklokrypare. Inga underarter finns listade i Catalogue of Life.